# Repetirno orožje
Repetirno orožje je orožje, ki ga je treba po vsakem strelu ročno ponovno napolniti z repetirnim mehanizmom.